# Jessica Serra
Jessica Serra, née le 3 mars 1982 à Longeville-les-Metz est une chercheuse éthologue, écrivaine, directrice de collection pour la maison d'éditions Humensciences (groupe Humensis) et animatrice de télévision française.

## Biographie
Jessica Serra effectue son master "Neurosciences, Cognition, Comportement, Cerveau" à l'université François Rabelais de Tours en 2004, bénéficiant ainsi d'une double formation de psychologue/éthologue. Elle poursuit son parcours par une thèse de doctorat financée par le Ministère de la recherche sur l'apprentissage et la mémoire de jeunes mammifères et obtient son diplôme de docteur en éthologie (étude du comportement animal) en 2007. Elle étudie l'année suivante au laboratoire d'Ethologie Expérimentale et Comparée de l'université Paris 13 dans le cadre d'un post-doctorat sur l'intelligence collective. Elle se spécialise dans la cognition animale et les dernières technologies de suivi des déplacements des animaux.  
Elle travaille ensuite en tant que chercheur éthologue pour plusieurs entreprises spécialisées dans la nutrition canine et féline et intervient également en tant que consultante scientifique. 
En 2017, Jessica Serra se fait connaître à travers l'émission La Vie secrète des chats, série documentaire à succès diffusée sur TF1 qu'elle coanime aux côtés de ses collègues Laetitia Barlerin et Thierry Bedossa, produite par la BBC Worldwide, dans laquelle elle fait découvrir au grand public la science du comportement animal ou éthologie. L'émission est narrée par Valérie Damidot et sera déclinée sous forme de livre.
Elle est l'auteure d'articles scientifiques, de mémoires de recherche mais aussi de livres vulgarisés: "La Vie Secrète des chats" , "Dans la tête d'un chat" , et "La bête en nous", un ouvrage qui combine éthologie et sciences humaines. 
En 2020, elle reçoit le prix littéraire Animalis-Animaux Bonheur pour son livre Dans la tête d'un chat, qui récompense chaque année un ouvrage sur la thématique des animaux. La même année, elle s'engage bénévolement auprès de la LFDA (La Fondation Droit Animal, éthique et sciences) présidée par Louis Schweitzer en participant au comité scientifique de la fondation. 
En 2021, elle dirige la collection "Mondes Animaux" aux éditions Humensciences qui propose des ouvrages de vulgarisation scientifique rédigés par des chercheurs. "La bête en nous" marque le lancement de la collection.  

## Ouvrages
- 2017. Co-auteur. L'Encyclopédie du chat. Editions Royal Canin.
- 2019. Co-auteur avec Laetitia Barlerin et Thierry Bedossa. La vie secrète des chats. Editions Larousse.  (ISBN 978-2035977465)
- 2020. Dans la tête d'un chat. Editions Humensciences. (ISBN 978-2379311703)
- 2021. La bête en nous. Editions Humensciences.
- 2021. Co-auteur. Le grand livre de l'intelligence animale. Editions Larousse.  (ISBN 978-2035970978)

## Principaux articles
- Co-auteur de:

- 2020 Behavioural and cognitive changes in aged pet dogs: No effects of an enriched diet and lifelong training. Plos One

- 2019 Daily rhythms in food intake and locomotor activity in a colony of domestic cats. Animal Biotelemetry

- 2018 Effect of age and dietary intervention on discrimination learning in pet dogs. Frontiers in Psychology

- 2017 Aging of Attentiveness in Border Collies and Other Pet Dog Breeds: The Protective Benefits of Lifelong Training Frontiers. Frontiers in Aging Neuroscience

- 2017 Accuracy assessment of spatial organization and activity of indoor cats using a system based on ultra-wide band technology. Journal of Veterinary Behavior Clinical Applications and Research

- 2012 The mother's diet influences food choice made by newborn and eight-week-old kittens. Journal of Veterinary Behavior Clinical Applications and Research
- 2011 Neonatal learning of environmental odors in newborn rabbits: dynamic, plasticity and robustness. Advances in Environmental Research
- 2011 Behavioral differentiation during collective building in wild mice Mus spicilegus. Behavioural processes

- 2009 Effects of Pre- and Postnatal Olfactogustatory Experience on Early Preferences at Birth and Dietary Selection at Weaning in Kittens. Chemical Senses

- 2009 Post-oral and Perioral Stimulations during Nursing Enhance Appetitive Olfactory Memory in Neonatal Rabbits. Chemical Senses

- 2008 Olfactory preference for own mother & litter in 1-day-old rabbits and its impairment by thermotaxis. Developmental Psychobiology